# 스카라무슈 (영화)
스카라무슈(Scaramouche)는 미국에서 제작된 조지 시드니 감독의 1952년 모험, 멜로/로맨스, 드라마 영화이다. 스튜어트 그레인저 등이 주연으로 출연하였고 캐리 윌슨 등이 제작에 참여하였다.

## 출연

### 주연
- 스튜어트 그레인저
- 엘레노 파커
- 자넷 리

### 조연
- 멜 페러
- 헨리 윌콕슨
- 니나 포크
- 리차드 앤더슨
- 로버트 쿠트
- 루이스 스톤
- 엘리자베스 리스던
- 하워드 프리맨
- 커티스 쿡시
- 존 데너
- 존 리텔
- 조나단 코트
- 댄 포스터
- 오웬 맥기븐니
- 호프 랜딘
- 프랭크 밋첼
- 캐롤 휴즈
- 리처드 헤일
- 배리 체이즈
- 헨리 코든
- 존 크로포드
- 더글러스 덤브릴
- 존 엘드레지
- 버트 르바론
- 밋첼 루이스
- 안소니 마쉬
- 오톨라 네스미스
- 도로시 패트릭
- 존 셰필드
- 프랭크 윌콕스

## 제작진
- 원작자: 라파엘 사바티니
- 미술: 세드릭 기븐스
- 미술: 한스 피터스
- 의상: 길 스틸